# Charente
Charente (IPA: [ʃaˈʁɑ̃t]; okcitánul: Charanta, helyi dialektusban: Chérente) a 83 eredeti département egyike, amelyeket a francia forradalom alatt 1790. március 4-én hoztak létre.

## Elhelyezkedése
Franciaország nyugati részén terül el, Új-Aquitania régió (2015 végéig Poitou-Charentes régió) része. A megyét északról Vienne és Deux-Sèvres, keletről Haute-Vienne, nyugatról Charente-Maritime és délről pedig Dordogne megyék határolják.

## Települések
A megye legnagyobb városai 2011-ben:

| Település                 | Népesség |
| ------------------------- | -------- |
| Angoulême                 | 41 776   |
| Cognac                    | 18 557   |
| Soyaux                    | 9 561    |
| Ruelle-sur-Touvre         | 7 370    |
| La Couronne               | 7 123    |
| Saint-Yrieix-sur-Charente | 7 025    |
| Gond-Pontouvre            | 5 937    |
| L’Isle-d’Espagnac         | 5 284    |
| Barbezieux-Saint-Hilaire  | 4 768    |
| Jarnac                    | 4 434    |

## Galéria

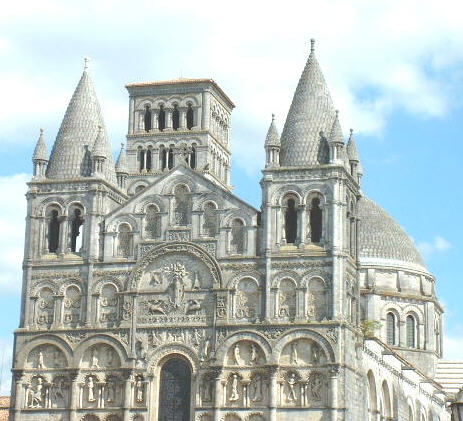
Angoulême
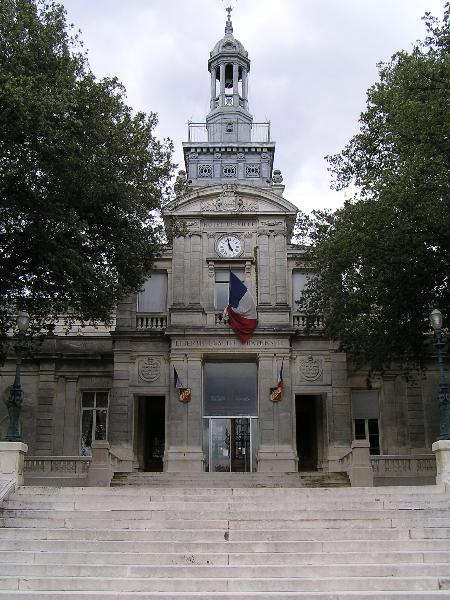
Cognac
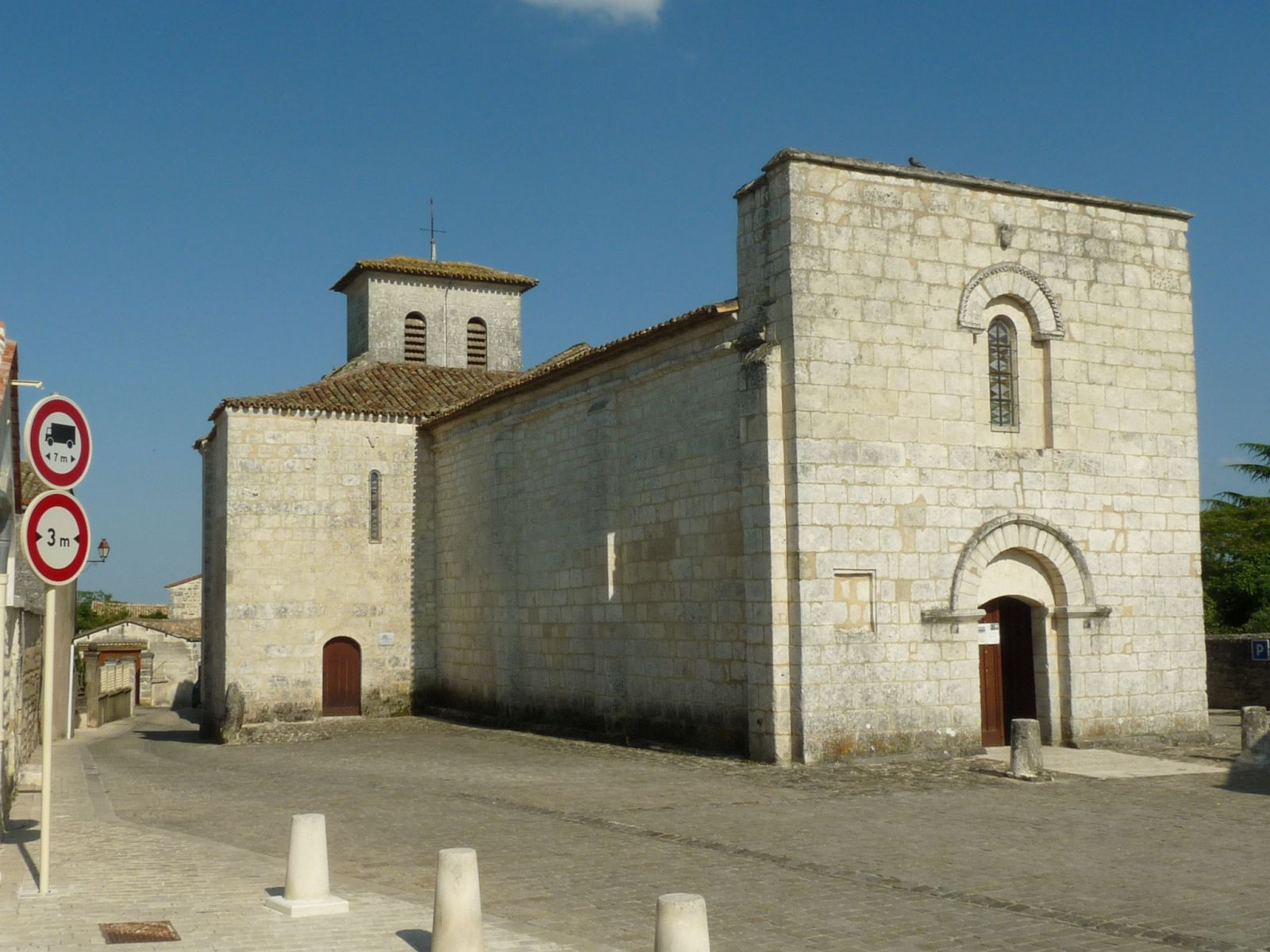
Soyaux